# جنگ سری هری فریگ
جنگِ سرّیِ هری فریگ (انگلیسی: The Secret War of Harry Frigg) فیلمی در ژانر کمدی و جنگی است که در سال ۱۹۶۸ منتشر شد.

## بازیگران
- پل نیومن
- سیلوا کوشچینا
- اندرو داگن
- جان ویلیامز
- چارلز گری
- ورنر پترز
- جیمز گرگوری
- باک هنری
- نورمن فل
- ویتو اسکاتی
- فابریتسیو میونی